# Dendryphantes amphibolus
Dendryphantes amphibolus är en spindelart som beskrevs av Ralph Vary Chamberlin 1916. 
Dendryphantes amphibolus ingår i släktet Dendryphantes och familjen hoppspindlar. Inga underarter finns listade i Catalogue of Life.